# 高塘乡 (衡东县)
高塘乡，是中华人民共和国湖南省衡陽市衡东县下辖的一个乡镇级行政单位。2015年11月18日，草市镇、高塘乡成建制合并设立草市镇。

## 行政区划
高塘乡下辖以下地区：
两路村、高田村、毛坪村、福塘村、焕塘村、塘头村、田花村、怀碧村、环山村、龙塘村、西石村、洲先村、石塘村、大洲村、石旺村和山陂村。